# Paulică Ion
Paulică Ion (n. 10 ianuarie 1983, Brăila) este un jucător de rugby în XV profesionist român. Evoluează ca pilier.
Și-a început cariera la CSA Steaua înainte de a pleca la clubul englez Bath în 2007. Cu acest club a ajuns în semifinală în 2009 la campionatul de elită englez, Guiness Premiership. Apoi s-a alăturat clubului London Irish. În sezonul 2012-2013 a fost împrumutat la London Welsh. La sfârșitul sezonului a semnat cu clubul francez Perpignan, în campionatul de elită Top 14.
A fost selecționat pentru prima dată la echipa națională a României pentru meciul de Cupă Mondială din 2003 împotriva Argentinei. Până în septembrie 2015 a strâns 71 de selecții pentru „Stejari”, inclusiv patru ediții de Cupa Mondială, și a marcat un eseu.

## Legături externe
- en  Statistice internaționale Arhivat în 18 noiembrie 2015, la Wayback Machine. pe ESPN Scrum
- fr  Statistice de club pe It's Rugby
- fr  Prezentare Arhivat în 10 martie 2016, la Wayback Machine. la clubul USAP